# Sas Piroska
Sas Piroska színésznő.

## Életpályája
Születési adatai ismeretlenek. 1936-tól Kardoss Géza, majd 1938-tól Tolnay Andor társulatának volt tagja. 1941-ben a Vígszínházban lépett fel, majd még ez év őszén a Magyar Színházhoz szerződött.
Későbbi sorsáról semmit sem tudni.

## Filmszerepe
- Beáta és az ördög (1940) – Giuditta, Edda hercegnő lánya